# Thomas Murg
Thomas Murg (Voitsberg, 14 novembre 1994) è un calciatore austriaco, centrocampista dell'Al-Khaleej in prestito dal PAOK.

## Palmarès

### Club

#### Competizioni nazionali
- Coppa di Grecia: 1

PAOK: 2020-2021
- Campionato greco: 1

PAOK: 2023-2024